# Imagine Croatia festival
Imagine Croatia festival, Hrvatski Imagine festival, hrvatski glazbeni festival. Dobna skupina izvođača kojoj je namijenjen su mladi glazbenici u dobi od 13 do 21 godine (pojedinci) i sastavi do najviše 6 (nekad do 8) glazbenika. Festival je otvoren mladim izvođačima bez obzira na vrstu glazbe koju izvode. Imagine Festivali su natjecanja živih izvedaba svih glazbenih stilova otvorena svim mladim glazbenicima.
U Hrvatskoj se ovaj festival organizira od 2007. godine. Održava se jednom godišnje. Festival ima predodabire i završnicu. Završnica je u Zagrebu, za koju treba se prijaviti i proći županijsku predselekciju. Ako se u županiji ne organizira preodabir, zainteresirani su onda izravno prijavljuju na natječaj za završni koncert, a sudjelovanju odlučuje ocjenjivački sud čiju odluku se dostavlja nakon zadnje predselekcije. Ulazak u završnicu jednom od sastava omogućava nastup i natjecanje na međunarodnom festivalu IMAGINE.

## Vanjske poveznice
- Facebook